# Heikant (Rotselaar)
Heikant is een plaats in de Vlaams-Brabantse gemeente Rotselaar. Het ligt tussen Werchter en Wezemaal in een bosrijke omgeving.
De Onze-Lieve-Vrouw van Bijstandkerk is de kerk van Heikant, gelegen naast de basisschool. In de basisschool is er elke zomer een speelplein georganiseerd door de gemeente Rotselaar.
In Heikant ligt het Kasteel Regahof. Ten oosten van Heikant ligt de Heikantberg, een getuigenheuvel die 60 meter hoog is en 40 meter boven het maaiveld is gelegen . Een groot deel van het gebied boven op de berg is verkaveld tot villabos, maar op een klein deel zijn nog oude en biologisch waardevolle stukken bos aanwezig.
Ten westen van Heikant ligt het Domein Ter Heide, met een plas van 25 ha. Ten noorden van Heikant stroomt de Demer.

## Nabijgelegen kernen
Rotselaar, Wezemaal, Gelrode